# Schirnengiin Bolortsetseg
Schirnengiin Bolortsetseg (mongolisch Ширнэнгийн Болорцэцэг; * 12. März 1986) ist eine mongolische Biathletin und Skilangläuferin.
Bolortsetseg nahm an den Winterasienspielen 2003 in Aomori im Biathlonsport teil. Im Sprint wie auch in der Verfolgung belegte sie mit beträchtlichem Abstand die 16. und damit letzten Plätze. Im Sprint traf sie keine Scheibe bei den beiden Schießeinlagen, im Verfolgungsrennen verpasste sie 18 der 20 Scheiben. Bolortsetseg war die einzige Vertreterin der Mongolei im Biathlon bei den Asienspielen 2003. Sie startete ebenfalls bei den Winterasienspielen 2007.